# Bene valete
Le Bene valete, en diplomatique, est une salutation et une signature autographe. Ces deux mots qui peuvent prendre l'aspect d'un monogramme sont en usage sur les bulles et les privilèges de la chancellerie pontificale au Moyen Âge.
Cette salutation latine qui signifie portez-vous bien est d'abord tracée en entier puis transformée en monogramme dès le pontificat de Léon IX (1049 - 1054) .
La mention bene valete est repérable à la fin d'un acte, à droite de la souscription du pape et d'autres signes de validation tels que la rota .